# Veiros (Estarreja)
Veiros is een plaats (freguesia) in de Portugese gemeente Estarreja en telt 2618 inwoners (2001).